# Megalithanlagen von Liscuis
Die Megalithanlagen von Liscuis (gesprochen lisquisse) liegen südlich von Laniscat, westlich von Mûr-de-Bretagne im Département Côtes-d’Armor (auch Arrière-pays genannt) in der Bretagne in Frankreich. Dolmen ist in Frankreich der Oberbegriff für neolithische Megalithanlagen aller Art (siehe: Französische Nomenklatur).

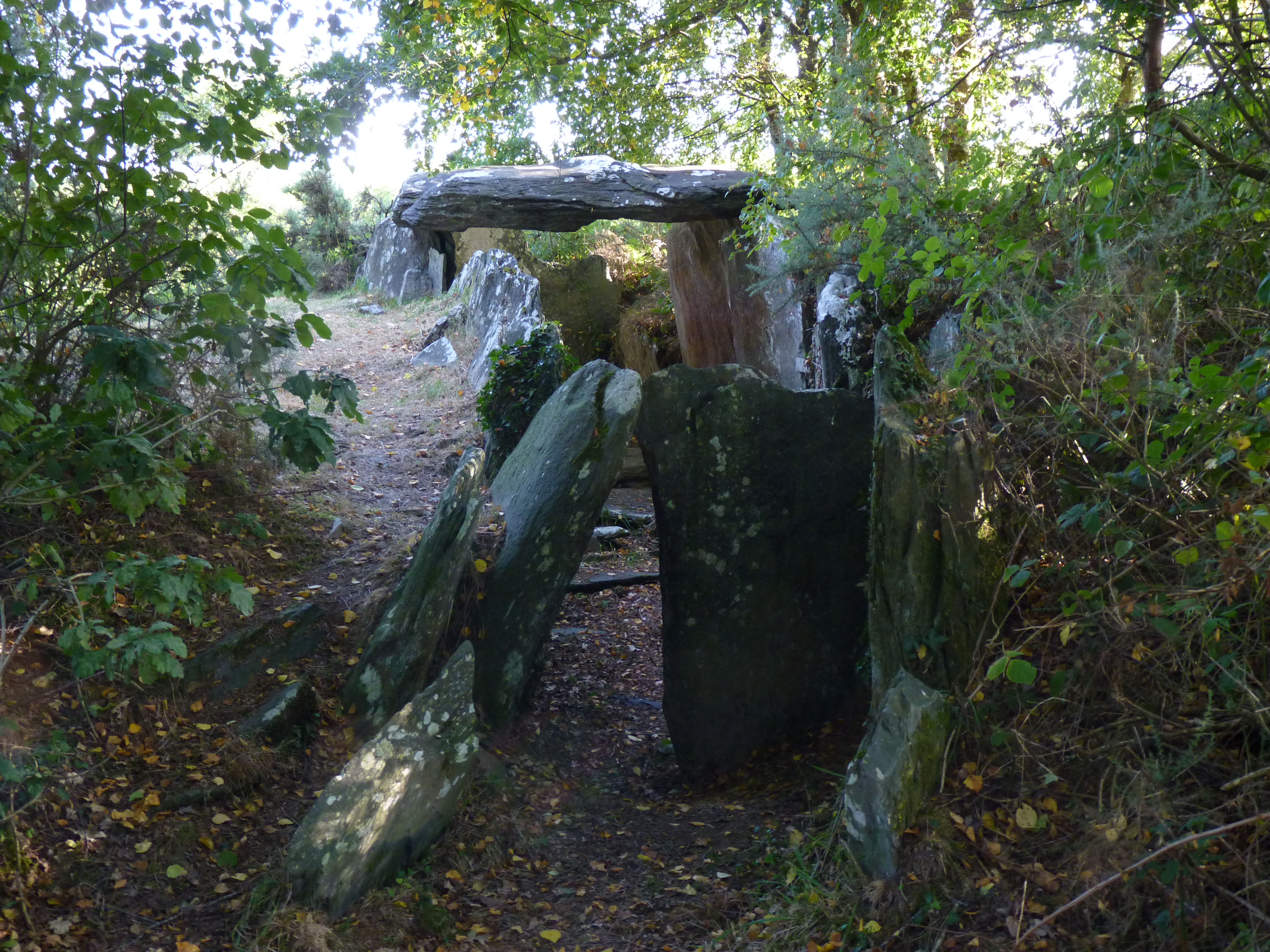
Liscuis I

Oberhalb der Schlucht von Daoulas, durch die der Blavet fließt, liegen drei heterogene, zwischen 1973 und 1975 untersuchte und restaurierte Dolmen (Allées couvertes) auf einem Schieferkamm, der das Baumaterial für die Nekropole lieferte.

## Liscuis 1
Liscuis 1 ist eine architektonisch ungewöhnliche, zwölf Meter lange, zum Zugangsbereich hin trapez- bzw. V-förmig verengte Megalithanlage. Diese auch bei Mané-Kerioned zu beobachtende Form gehört nach P.-R. Giot zu den ältesten in der Bretagne. Die winzige Vorkammer wird durch einen Seitenstein, der einen dreieckigen Zugang frei lässt, von der etwa 9,5 m langen Hauptkammer abgetrennt. Drei der einst vier oder fünf Deckenplatten über der etwa 1,5 m hohen und 1,8 m breiten Kammer mit leicht einwärts geneigten Tragsteinen sind noch vorhanden. Der Innenraum hatte ein Bodenpflaster, auf dem die Grabbeigaben (Keramik und Steinbeile) gefunden wurden. Die einst in einem eiförmigen Steinhügel aus Schieferplatten gelegene Anlage wurde auf 3190 v. Chr. datiert.

## Liscuis 2
Liscuis 2 ist eine klassische, gerade Anlage von 15 m Länge, mit einer 2,5 m langen Vor- und einer 8,5 Meter langen Hauptkammer. Auch hier wurde der Zugang zur Hauptkammer durch Orthostaten gebildet, die ein Dreieck frei lassen. Die Bodenpflasterung aus großen dünnen Schieferplatten ist noch sichtbar. Es blieb nur eine Deckenplatte erhalten. Der Cairn hatte eine unregelmäßige Form. Das Alter der Anlage liegt zwischen 2500 und 2200 v. Chr. Das gefundene grobe Tonmaterial (Blumentopfform) ähnelt der Keramik der Seine-Oise-Marne-Kultur (S-O-M).

Megalithanlagen von Liscuis
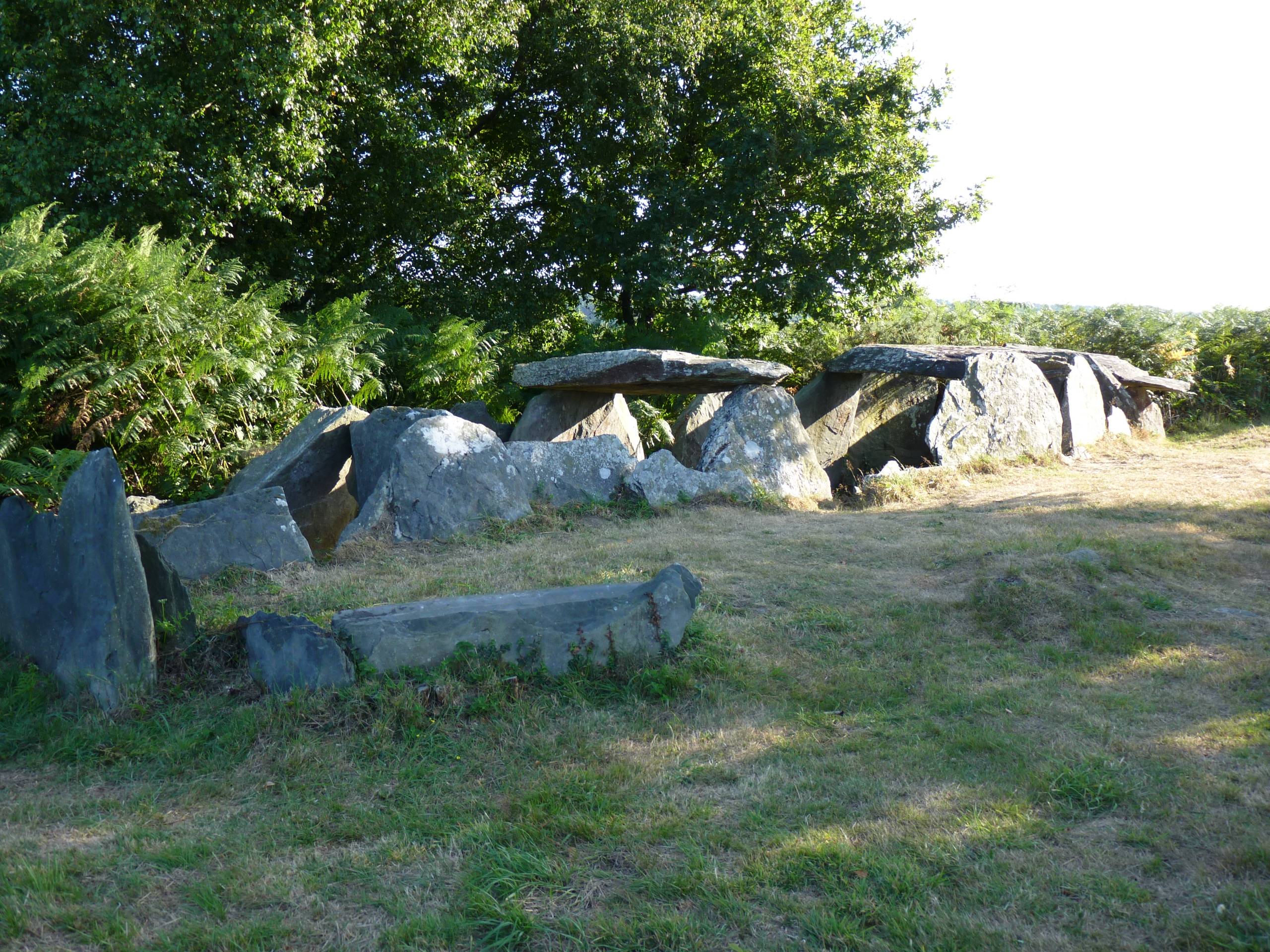
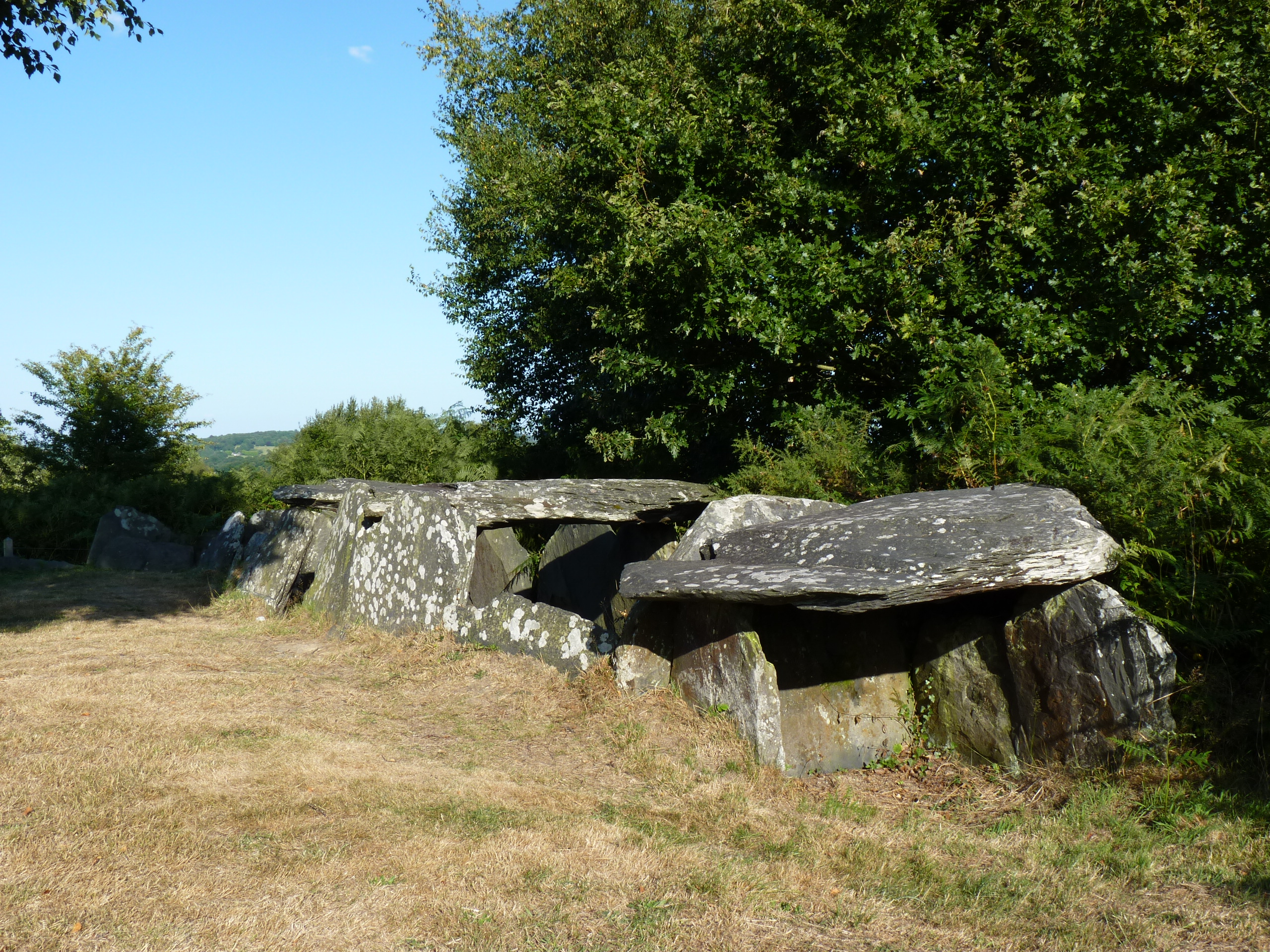
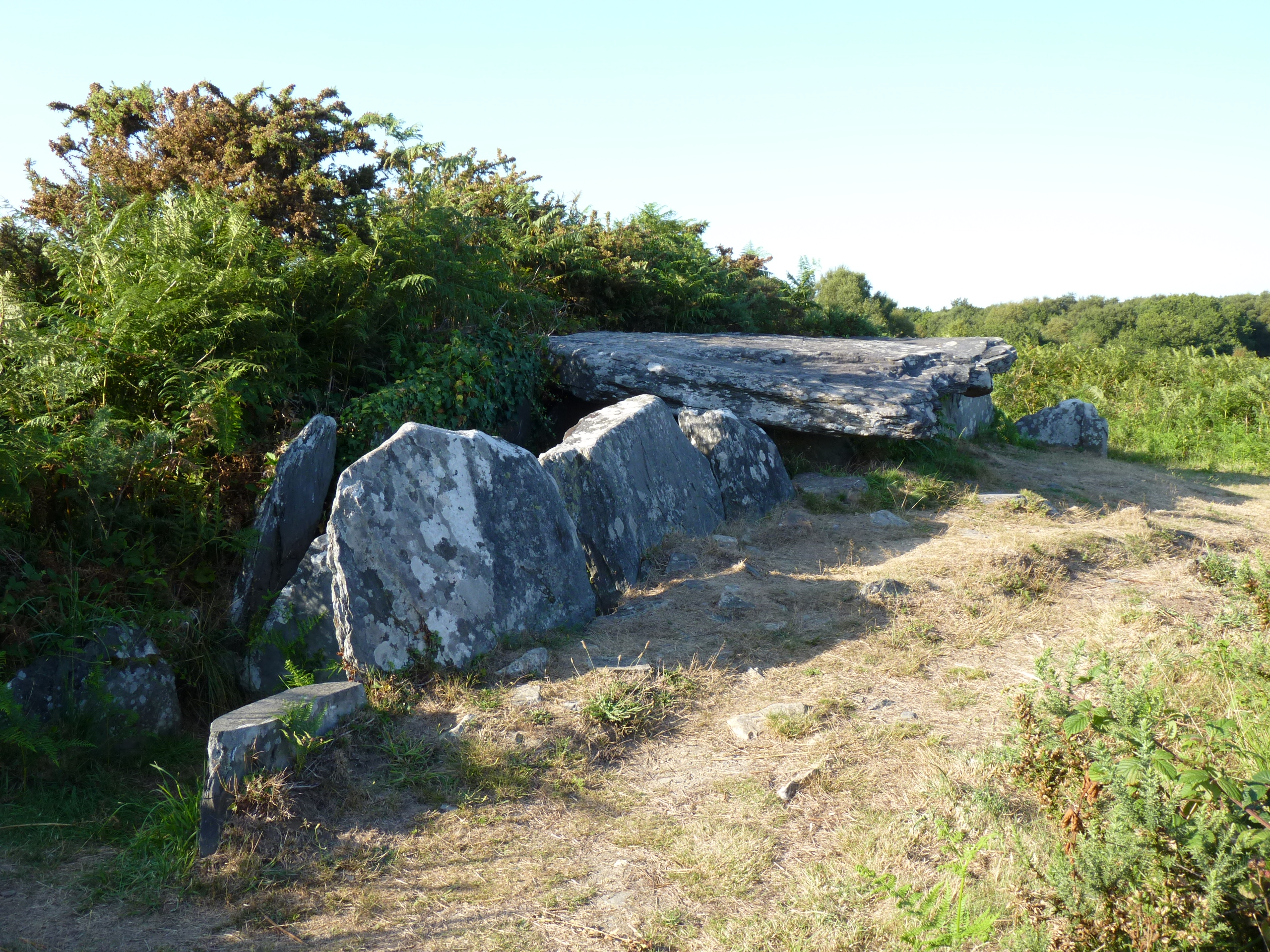

- Liscuis III

## Liscuis 3
Liscuis 3 ist ebenfalls eine klassische, gerade Anlage mit kleiner dreieckiger Vor- und Hauptkammer. Sie ist 1,5 m breit und 7,5 m lang. Die Pflasterung ist eventuell durch nachträgliche Einbauten stark beschädigt. Es blieben einige Deckenplatten erhalten.